# Pony Up!
Pony up! – kanadyjski zespół muzyczny tworzący w nurcie indie pop. Powstał w 2002, a zadebiutował w 2005 wydając EP pt. Pony Up!.
W kwietniu 2006 na rynku pojawił się album Make Love to the Judges with Your Eye, promowany przez singiel The Truth About Cats and Dogs. W październiku 2008 na blogu MySpace Pony Up! ukazały się pierwsze piosenki promujące nową płytę Stay Gold, która na rynku pojawiła się w 2009.

## Skład
Obecni członkowie:
- Laura Wills – keyboard, akordeon i wokal
- Sarah Moundroukas – gitara i wokal
- Lisa Jane Smith - gitara basowa i wokal
- Lindsay Wills - perkusja

Byli członkowie:
- Camilla Wynne Ingr - wokal

## Dyskografia
Albumy
- 2005 - Pony Up! (2005, EP)
- 2006 - Make Love to the Judges with Your Eyes (2006)
- 2009 - Stay Gold (2009)

Single
- 2005 - Shut Up and kiss me
- 2005 - Marlon's Brando's Laundromat
- 2006 - The Truth About Cats and dogs
- 2006 - Dance for Me
- 2008 - A Crutch or a cracle
- 2009 - Manchild
- 2009 - Bastard children
- 2009 - Wet
- 2010 - An honest mistake
- 2010 - Do you want your told
- 2010 - Scary song
- 2011 - Kick It to the Curb

## Teledyski
- 2006 -The truth about cats and dogs (is they die?)
- 2006 - Dance for me